# Ялла

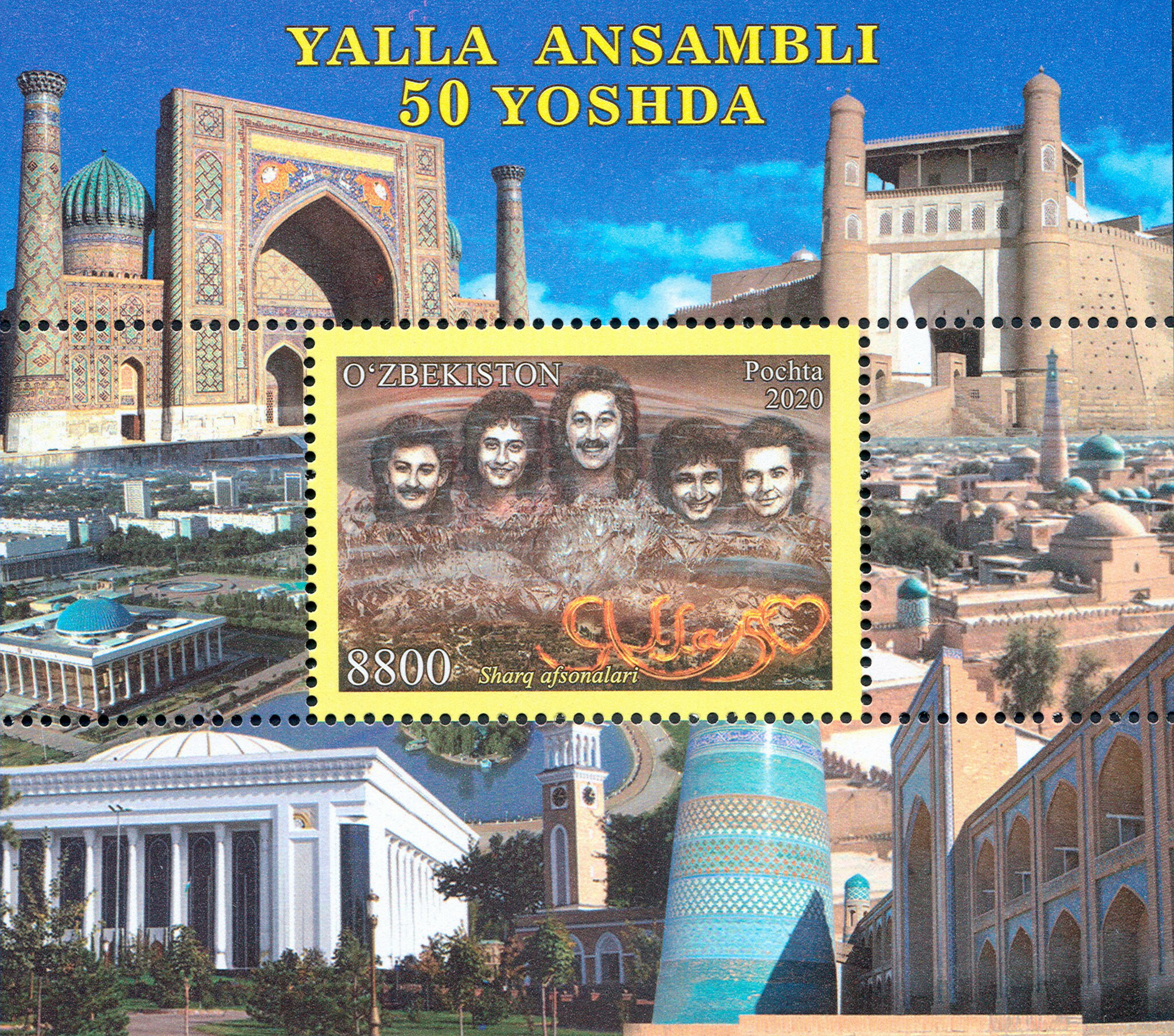
Почтовый блок Узбекистана 2020 года, посвящённый 50-летию ансамбля «Ялла»

«Ялла́» (узб. Ялла, Yalla) — советская и узбекская группа (вокально-инструментальный ансамбль) под управлением Фарруха Закирова, созданная в Ташкенте в 1970 году.
Известен по песням «Три колодца» («Учкудук») (Фаррух Закиров — Юрий Энтин), «Это любовь»/«Последняя поэма» (Алексей Рыбников — Рабиндранат Тагор, перевод Аделины Адалис), «Песенка Насреддина» (музыка народная — С. Тилла), «Ялла» (Фаррух Закиров — Абдурахим Пулат), «Без любимых глаз» (Ставрос Куюмдзис — Пётр Сулоев), «Шахрисабз», «Чайхана», «Звезда Востока»/«Сияй, Ташкент», «Чинури (Джинуни)», «Мисс Малибу» и многим другим.

## Творческий путь

Баннер концерта группы "Ялла". Алма-Ата.

### Ранние годы
В конце 1960-х годов, будучи студентами Ташкентского театрально-художественного института (ТТХИ), Сергей Аванесов и его друг Баходыр Джураев на волне битломании решили создать вокально-инструментальный ансамбль (ВИА). Вскоре к ним присоединились Шахбоз Низамутдинов и Дмитрий Цирин, на клавишные был приглашен Али-Аскар Фатхуллин. В этом составе ансамбль под руководством Германа Рожкова — руководителя учебного театра ТТХИ — и молодого композитора Евгения Ширяева назывался «ВИА ТТХИ».
В 1969 году после победы в республиканском конкурсе в ансамбль пришли братья Фаррух и Равшан Закировы. С этого, по словам Сергея Аванесова, и начался коллектив, известный как ВИА «Ялла». Название для ансамбля придумал преподаватель ТТХИ кинорежиссёр Анатолий Кабулов.
По словам Фарруха Закирова:
В основе названия нашего ансамбля лежит слово «Ялалла». «Ялла» — это восклицание в минуты радости и счастья. Это — стечение мира, передаваемое среди сыпучих мгновений вечности.

### 1970—1978 годы
ВИА «Ялла» образовался в 1970 году из самодеятельного ансамбля при Ташкентском театрально-художественном институте. Первым художественным руководителем был Герман Рожков, который начал курировать ансамбль, будучи директором учебного театра при институте. Название коллектива хоть и схоже с названием одного из стилей узбекской народной музыки, но появилось на одной из репетиций из слов припева песни «Киз бола» — «Девочка (девушка)». Аранжировка этой узбекской народной песни стала первой удачей ансамбля; в январе 1971 года ВИА «Ялла» успешно выступил с ней и песней Марка Фрадкина «На тот большак, на перекрёсток» на региональном отборочном туре всесоюзного конкурса «Алло, мы ищем таланты!» в Свердловске и попал в финал конкурса в Москве, где, исполнив узбекскую народную песню «Рамазан» и русскую народную «Плывут туманы белые» (солировал Равшан Закиров, младший брат Батыра Закирова, одного из идейных вдохновителей молодого коллектива, и Фарруха Закирова, с именем которого в последние годы собственно и ассоциируется ВИА «Ялла»), участники ансамбля стали дипломантами этого престижного для начинающих исполнителей конкурса, бессменным ведущим которого был Александр Масляков. Песни «Киз бола» и «Яллама ёрим» в исполнении ансамбля были записаны на Всесоюзной фирме грампластинок «Мелодия».
Успеху «Яллы» способствовало использование, наряду с электрогитарами и электроорганом, народных узбекских инструментов, таких как рубаб, дойра, а также восточных песенных мотивов в современной (1970-х годов) обработке. Репертуар ансамбля складывался в основном из песен на узбекском языке, исполнялись также композиции на русском и на английском языках.
Известность получили композиции ансамбля «Ялла», созданные по мотивам народных узбекских песен. Коллектив и его лидер Фаррух Закиров разработали свой подход к интонационно-ритмическому началу узбекского фольклора и создали такие известные песни, как «Маджнунтол» («Плакучая ива»), «Бойчечак» («Подснежник»), «Яллама ёрим» и другие. В этот период музыканты часто обращаются к творчеству поэта Тураба Тулы и пишут песни на его стихи.
По признанию Фарруха Закирова, пришедшего в ансамбль в 1972 году, большой вклад в создание репертуара и самого имиджа коллектива внёс первый музыкальный руководитель «Яллы» Евгений Ширяев, композитор, написавший музыку ко многим известным кинофильмам: «Птицы наших надежд», «Какие наши годы!» Эльёра Ишмухамедова, «Невеста из Вуадиля» Али Хамраева, в котором песню «Помни меня» исполнила 13-летняя племянница Фарруха Закирова Наргиза. На протяжении нескольких лет ансамбль успешно выступал в ташкентском мюзик-холле и гастролировал по Советскому Союзу. В 1973 году ВИА «Ялла» принимал участие в X Всемирном фестивале молодёжи и студентов в Берлине (ГДР), где на фирме «Amiga» записал пятнадцать песен на немецком языке, половина из которых, по словам Фарруха Закирова, попала в первую десятку национального хит-парада ГДР. В СССР их песни также периодически записывались фирмой «Мелодия» как на виниловых пластинках, так и на гибких пластинках-вкладышах журнала «Кругозор». К народным песням и песням современных авторов в репертуар стали прибавляться песни собственного сочинения на стихи великих поэтов Востока — Алишера Навои, Омара Хайяма. Но к концу 1970-х годов в коллективе наступил творческий спад.

### C 1979 года

«Три колодца» — альбом ВИА «Ялла» (1981 год)

Из старого состава 1972 года остался только Фаррух Закиров — художественный руководитель ВИА, вокалист и композитор. В 1979 году в ансамбль пришли новые музыканты, которые играют в нём по настоящее время, за исключением музыкального руководителя и бас-гитариста Рустама Ильясова, который после 15-летней творческой деятельности в «Ялле» в 1994 году расстался с коллективом и переехал на постоянное жительство в США. В 1980 году ансамбль ожидал новый творческий успех — сочинённая Ф. Закировым на стихи Ю. Энтина песня «Три колодца», изданная на звуковой странице журнала «Клуб и художественная самодеятельность» № 2 за 1982 год как «Учкудук» («Мелодия», FD, Г92-09061), стала в СССР супер-шлягером и «визитной карточкой» ансамбля.
По словам Закирова, песня была написана за 40 минут на гастролях в городе Учкудук и в тот же день исполнена в концерте.
В то время Учкудук был закрытым городом и не был нанесён на карты СССР. Как считают Ю. Энтин и Ф. Закиров, на картах страны город появился только благодаря их песне, ставшей главным хитом «Яллы», но которую в своё время КГБ Узбекской ССР запрещал исполнять и записывать.
В 1981, 1982, 1984, 1985 и 1988 годах ансамбль «Ялла» становился дипломантом (финалистом) проводимых в Советском Союзе ежегодных телефестивалей «Песня года».
В 1981 году вышел первый альбом (виниловый диск-гигант) коллектива «Три колодца», впоследствии расценённый как «восточный арт-рок пополам с выразительными акустическими треками, электронные панно с танцевальными ритмами».
В разные годы становились популярными исполненные ансамблем песни: «Последняя поэма», «Шахрисабз», «Канатоходец» или «Бака, бака банг», «Песенка Насреддина», «Лицо возлюбленной моей», «Позвала меня дорога», «Чайхана», «Голубые купола Самарканда». Было записаны несколько альбомов, показаны красочные театрализованные представления: «Создадим праздник, друзья», «Лицо возлюбленной моей» и «Чайхана на все времена». В 2000 году Фаррух Закиров был назначен на пост заместителя министра культуры Узбекистана, но, несмотря на это, он оставался в «Ялле», и ансамбль продолжал концертную деятельность и студийные записи.
30 сентября 2002 года в ГЦКЗ «Россия» в Москве прошёл юбилейный концерт ансамбля. В том же году участники первого состава ансамбля организовали группу «Ретро Ялла» с репертуаром начала 1970-х годов. Она также успешно выступала в различных концертах и шоу, в том числе и на юбилейном концерте «Яллы». Как рассказал в одном из интервью Алиаскар Фатхуллин, «Ретро Ялла» планировала запись диска с первыми песнями ансамбля. Ансамбль «Ялла» был почётным гостем на всех мероприятиях в дипломатических корпусах, общественных организациях и представительствах, аккредитованных в Ташкенте.
В 2005 году ВИА «Ялла» отметил своё 35-летие серией гала-концертов. Под новый 2007 год ансамбль совместно с другими звёздами 1970—1980-х годов принял участие в концертном шоу «Легенды Ретро-FM», транслировавшемся по Первому каналу российского телевидения.
По мнению музыкального журналиста Михаила Марголиса, лучшими моментами шоу стали выступления ансамбля «Ялла» и бит-квартета «Секрет».

## Дискография
Уже со следующего года после образования ансамбля песни узбекского коллектива записывались и транслировались по Центральному телевидению (песня «Рамазан»). В 1974 году фирма «Amiga» (ГДР) включила песню «Яллама ёрим» в сборник «Parade der Schlagerstars '73»/«Парад шлягеров '73» («Amiga», LP, 855 393), а в 1975 году вышел сольный сингл «Wie schade / Das wird ein Tag sein» («Amiga», SP, 4 56 148). Всесоюзной фирмой грампластинок «Мелодия» выпускались миньоны:
- 1972 — «Ялла I»: «Киз бола», «Воспоминание», «Андижон полькаси», «Кессара» («Мелодия», EP, Д-00033093/94);
- 1976 — «Ялла II»: «Салом фестиваль!», «Ким узи», «Торимнинг сири», «Нав нихол» («Мелодия», EP, С62-07195/96);
- 1978 — «Ялла III»: «Звезда Востока», «Пой, дутар, в руках джигита», «Юмалаб-юмалаб», «Песня друзей» («Мелодия», EP, С62-10083/84);
- 1979 — «Ялла IV»: «Кто он», «Тайны моей души» («Мелодия», FD, Г62-07352);
- 1980 — «Ялла V»: «Ялла», «Сумалак» («Мелодия», SP, С62-14961/62);
- 1981/82 — «Ялла VI»: «Это любовь», «Позвала меня дорога» («Мелодия», FD/SP, Г62-08965/66 и С62-17473/74);
- 1983 — «Песни Фарруха Закирова»: «Лицо возлюбленной», «Родина», «Песня о Шахрисабзе» («Мелодия», EP, С62 19397/98 006);
- 1986 — «Шарк миниатюралари»/«Восточные миниатюры»: «Голубые купола Самарканда», «Согдиана», «Восточные миниатюры» («Мелодия», EP, С62 23189/90 006);
- 1987 — «Ялла VII»: «Музыкальная чайхана», "Проделки Майсары: «Ария Мулладоста», «Куплеты Хидоятхона», «Ария Хаджи дарга» («Мелодия», EP, С62 24589/90 006).

Песни ВИА «Ялла» выходили также и в сборниках ВФГ «Мелодия» — «Узбекская эстрада», «Узбекские эстрадные песни», «Наша песня», «Дискоклуб», «Парад ансамблей», «Родина — песня моя», «Ташкенту 2000 лет», «Наш адрес — Советский Союз», «Я не могу иначе», «New Times»/«Новое время», «Девичьи грёзы», «Оранжевый микрофон (Ташкент-89)», «Эстрадный калейдоскоп»; — записи на фольклорных (Т. Тула (1918) — «Лирика») и литературных (Сайёр — «Садокат сатрлари») дисках, сплит «Старый альбом» (композиция «Последняя поэма»), дуэт Фарруха Закирова и Натальи Нурмухамедовой в альбоме «Малиновый сироп» (композиция «Канатоходцы»), а также многочисленные треки на вкладных страницах (FD носителях) журналов «Кругозор» (№ 4 за 1972 год, № 10 за 1974 год, № 5 за 1977 год, № 12 за 1982 год, № 5 за 1984 год) и «Клуб и художественная самодеятельность» (№ 2 за 1982 год).

### Альбомы
- 1981 — «Три колодца» («Мелодия», LP, С60-16641/42);
- 1983 — «Лицо возлюбленной моей» («Мелодия», LP, С60 20135/36 000);
- 1988 — «Музыкальная чайхана» («Мелодия», LP, С60 27343/44 004);
- 1991 — «Фалакнинг феъл-афъоли» («Мелодия», LP, С60 31205/06 004);
- 1995 — «The Beard of the Camel»/«Борода верблюда» («Imagina Productions, Inc.», CD, 11010-2);
- 1997 — «Jinouni»/«Жинуни» («Imagina Productions, Inc.», CD, 11011-2);
- 1999 — «Восточный базар» (? CD ?);
- 2001 — «Восточная чайхана» («Solo Florentin Music», CD, 3194079).

В 2008 году российским государственным звукозаписывающим лейблом ФГУП «Мелодия» в серии «ВИА Best» были изданы 13 треков оригинальных записей ВИА «Ялла» из исторических аудиоархивов фирмы («Мелодия», CD, MEL CD 60 01560).